# FV Wettin Plauen
Der FV Wettin Plauen war ein Fußballverein im deutschen Reich mit Sitz in der heutzutage sächsischen Stadt Plauen im Vogtlandkreis.

## Geschichte
Der Verein stieg zur Saison 1907/08 in den Spielbetrieb der Gauliga Vogtland im VMBV ein, welche zu dieser Zeit erstmals erstklassig wurde. Ebenfalls in dieser Saison landete die Mannschaft mit 18:2 Punkten gleich auf dem ersten Platz und qualifizierte sich damit für die Endrunde um die mitteldeutsche Meisterschaft. Im Viertelfinale unterlag man dort dann jedoch in Chemnitz gegen den Hallescher FC 1896 mit 0:5. Im Herbst 1911 fusioniert der Verein dann mit Hubertia Plauen zur SpVgg 1909 Plauen, trat dann jedoch von der Saison 1914/15 bis zur Saison 1916/17 noch einmal unter dem alten Namen an.
Mit Unterbrechung 1931/32 spielte die SpVgg Plauen bis 1933 weiterhin in Gauliga Vogtland. Mit Machtübernahme der Nationalsozialisten 1933 wurden die Regionalverbände aufgelöst. An deren Stelle traten 16 Gauligen. Die SpVgg Plauen verpasste die Qualifikation zur Gauliga Sachsen und spielte stattdessen ab 1933 in der zweitklassigen Fußball-Bezirksklasse Plauen-Zwickau. 1937 stieg der Verein in die Kreisklasse ab, zur Spielzeit 1941/42 gelang nochmals der Aufstieg in die Zweitklassigkeit. In der Spielzeit 1942/43 bildete die SpVgg Plauen eine Kriegsspielgemeinschaft mit der Post-SG Plauen. Spätestens 1945 wurde der Verein aufgelöst.